# Sol brun

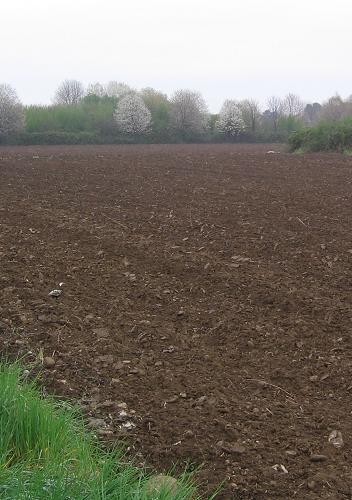
Sol brun après labourage (Lombardie).

Les sols bruns. ou brunisols, sont la forme classique de sol évolué que l'on rencontre sous forêt feuillue en zone tempérée. Ils portent généralement un humus de type mull, avec un pH de l'horizon A entre 5 et 6. 
On observe la présence d'un complexe argilo-humique bien structuré, ce qui évite le lessivage des argiles et du fer. Dans les milieux d'acidité modérée (pH de 5,5 à 6,5), les cations Ca2+ et Al3+ qui relient habituellement les argiles aux composés humiques, sont peu abondants. Ils sont remplacés par l'oxyde de fer hydraté qui est issu de l'altération des minéraux ferro-magnésiens de la roche-mère et est à l'origine la couleur brune (processus de brunification).
Profil du sol type A(B)C, résultant d'une évolution ayant suivi la phase juvénile à profil AC. La désignation entre parenthèses (B) désigne un horizon illuvial enrichi en oxydes de fer.
Les sols bruns sont en général de bons sols forestiers et offrent de bonnes potentialités agricoles..

## Condition d'apparition
Les sols bruns apparaissent à la suite du processus pédogénétique de brunification qui intervient en pédogenèse dans les climats tempérés humides. Si les matériaux sont calcaires, ils subissent une décarbonatation, donnant naissance aux calcosols (sols bruns calcaires) puis aux calcisols (sols calciques). L'altération modérée des minéraux primaires dans les sols bien drainés, libère en quantité suffisante des argiles et des oxydes de fer, permettant ainsi la mise en place d'un complexe argilo-humique CAH avec une liaison Fe+2 (pont ferreux) caractéristique. L'association de ces oxydes de fer avec le CAH donne une teinte brune caractéristique. « Sur matériau calcaire, la fourniture d’argiles est assurée principalement par héritage à partir de la roche-mère. Sur matériel silicaté, la brunification résulte d’une altération par acidolyse (pl) limitée. Sur lœss le processus est double. »
En clair, les sols bruns apparaissent en zone tempérée dès lors qu'aucun cas particulier ne se présente (calcaire actif, nappe d'eau, humus acide, pente, etc.).
La désaturation progressive du sol par lixiviation crée progressivement des conditions favorables au lessivage des colloïdes (argiles et hydroxydes de fer), ce qui entraîne la dispersion de ces composants puis leur migration vers les horizons inférieurs (phénomène d'illuviation) où ils refloculent grâce à la présence de cations issus de l'altération de la roche-mère. Ce processus de lessivage est accéléré dans les zones mal aérées ou hydromorphes (une partie du fer Fe3+ est réduite en Fe2+ et se sépare des argiles). On aboutit à la formation de néoluvisols (sols bruns lessivés), puis de luvisols (sols lessivés). Ce lessivage important est fréquent dans les zones d'humification à faible acidité (mull mésotrophe) ou lorsque la couverture végétale a disparu ou est trop sollicitée (incendies, essartage, étrépage, défrichage, etc.).

## Sous-catégories
- Sol brun eutrophe : 
  - taux de saturation > 70 % (saturé le plus souvent),
  - humus : eumull,
  - sur sol riche en base,
  - souvent en bas de pente ;
- sol brun mésotrophe :
  - taux de saturation entre 30 et 70 %,
  - humus : mésomull ;
- sol brun acide :
  - taux de saturation < 30 %,
  - humus : dysmull,
  - sur roche-mère acide (exemple : granite, schiste, grès…),
  - souvent en milieu/haut de pente faible ;
- sol brun hydromorphe :
  - présence d'une nappe d'eau temporaire ne remontant jamais à la surface,
  - d'où un horizon (B)g de type pseudogley (bariolé de taches rouille et blanchâtres, traces caractéristiques de l'hydromorphie),
  - horizon (B)x compact, plancher de la nappe ;
- sol brun ocreux ou sol ocre podzolique (≈ alocrisol) :
  - intermédiaire entre les sols brunifiés et podzolisés (podzosol), présentant un ou plusieurs horizons humifères acides au-dessus d'un horizon ocre à rouille riche en fer libre
  - exclusivement sur roches acides,
  - humus de type moder,
  - début de dégradation chimique des argiles (acidolyse des argiles conduisant au processus de podzolisation).